# Hergiswil (Nidwalden)
Hergiswil és un municipi del cantó de Nidwalden (Suïssa) a la riba del llac  Vierwaldstättersee, als peus del Pilatus. En aquesta localitat hi ha una fàbrica de vidre, Glasi, de gran qualitat.

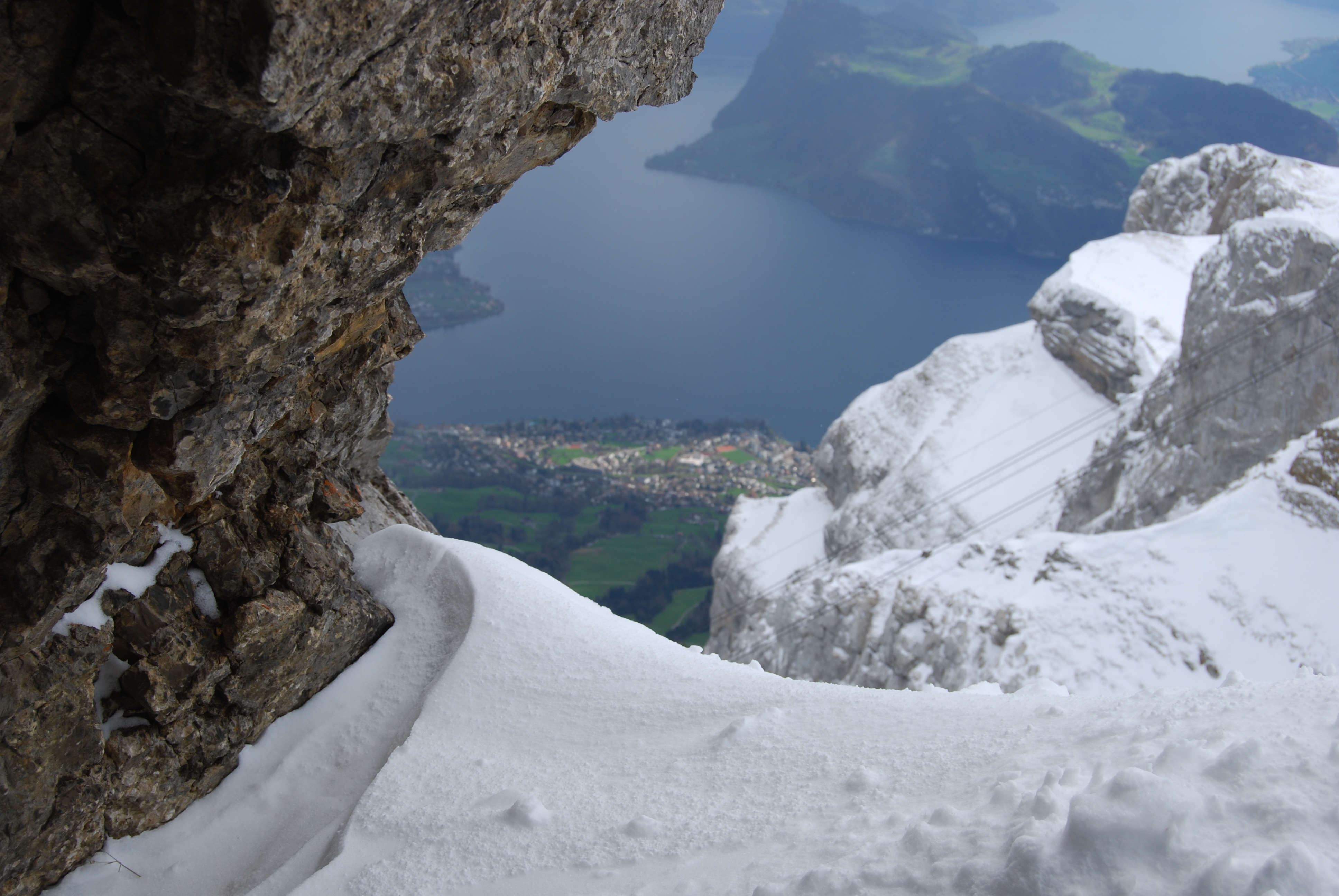
Hergiswil vist des del cim del Pilatus